# Crotalaria cunninghamii

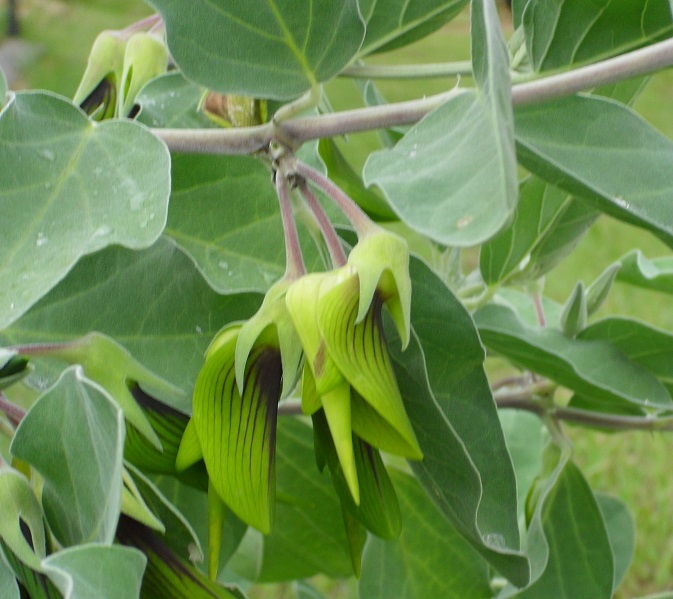
Crotalaria cunninghamii: esta forma tiene distintivas flores verdes en grupos axilares.

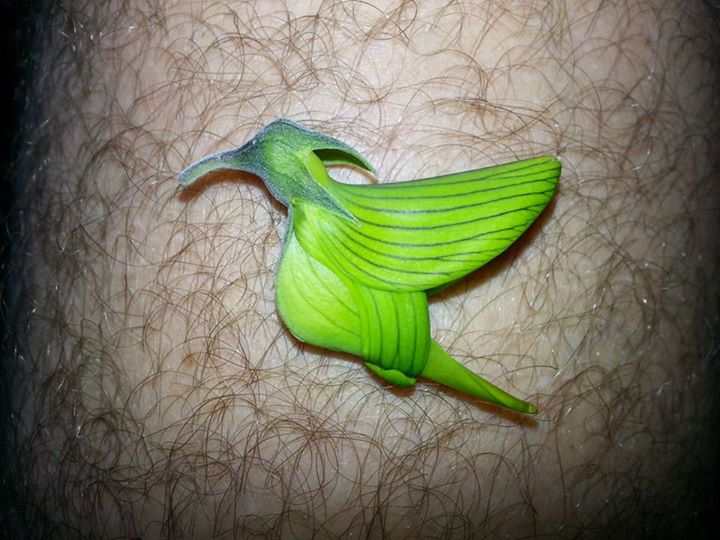
Su flor se asemeja a un colibrí.

Crotalaria cunninghamii, también conocida como flor colibrí verde, es una planta de la familia Fabaceae (leguminosas). Es nativa y extendida en el interior del norte de Australia. Lleva el nombre del botánico de principios del siglo XIX Allan Cunningham. Es una planta colonizadora de dunas de arena inestables, a lo largo de las playas y en las comunidades de Mulga. Es polinizada por abejas grandes y por aves mieleras.

## Descripción
Crotalaria cunninghamii es un arbusto perenne que crece hasta aproximadamente 1 a 3 m de altura. Tiene ramas peludas o lanosas y follaje verde opaco. Las hojas ovaladas son de alrededor de 30 mm de largo, las flores grandes y verdes están rayadas con líneas negras finas, y las vainas de semillas en forma de mazo son hasta 50 mm de largo. Las flores de la planta crecen en espigas largas en los extremos de sus ramas. La flor se parece mucho a un colibrí que esta unido por su pico al tallo central de la cabeza de flor.

## Usos y cultivo
Los aborígenes utilizaban la savia de las hojas para tratar infecciones oculares.
Esta planta se puede cultivar en zonas cálidas. Necesita suelos bien drenados y una posición a pleno sol. No es adecuada para climas fríos o donde hay heladas. La propagación es a partir de semillas, que germinan fácilmente después del tratamiento con agua hirviendo, o de esquejes.